# GP2X WIZ
La GP2X Wiz (comunemente chiamata Wiz) è una console portatile open source con sistema operativo linux-based, prodotta dall'azienda sudcoreana GamePark Holdings (GPH).
I suoi punti di forza sono una vasta gamma di emulatori, sia di console da gioco, che di home computer (la maggior parte dei sistemi 8 e 16 bit sono emulati senza problemi), un vasto parco software homebrew e alcuni giochi commerciali.
Immessa sul mercato a maggio 2009 fu il successore ufficiale del GPH GP2X.
Dismessa nell'agosto del 2010, in corrispondenza del lancio del successore GP2X Caanoo, in realtà è stata prodotta in piccole quantità anche dopo tale data, questo per soddisfare la richiesta di alcuni estimatori/acquirenti (il suo schermo OLED, sebbene più piccolo rispetto all'LCD del Caanoo, ha una profondità del nero e un contrasto dei colori di ottimo livello).

## Specifiche tecniche
- SoC (System on a Chip): MagicEyes Pollux VR3520F
- CPU: ARM926EJ 533 MHz integrata all'interno del SoC (versione dell'architettura ARMv5TEJ)
- GPU: 3D hardware engine integrato nel SoC (supporto alle OpenGL ES 1.1)
- 3D performance: 133M Texel/sec. and 1,33M Poligoni/sec.
- memoria di sistema: 64 Mbytes DDR SDRAM 133 MHz (larghezza di banda massima: 533 Mbytes/sec.)
- video buffer: circa 16 Mbytes della memoria principale sono riservati alle informazioni video e alle texture
- Sistema Operativo: basato su GNU/Linux
- Flash memory: 1 GB NAND (alcuni giochi freeware sono pre-installati in questa memoria)
- Connessione al PC: USB 2.0 High Speed tramite l'EXT Port
- Supporto alle schede di memoria SD / SDHC fino a 32 Gigabytes
- Display: 2,8 pollici OLED 320×240 pixel QVGA (touch screen di tipo resistivo)
- Audio DAC stereo: Cirrus Logic CS43L22 (ossia il chip che converte gli output audio digitali generati dal Pollux in suoni analogici)
- Microfono e casse stereo integrate nel dispositivo
- Batteria: interna (sostituibile) da 2000mAh ai polimeri di Litio (circa 7 ore di gioco e/o riproduzione video)
- Dimensioni: 121 (w) × 61 (h) × 18 (d) mm
- Peso: 136 g con batteria e 98 g senza batteria
- WiFi attraverso adattatore esterno e solo con firmware 1.2.6 (USB dongle + cavo USB Host – venduti separatamente)

NB: la CPU integrata nel Pollux ha una buona tolleranza all'overclocking (fino a circa 750 MHz il sistema non dovrebbe avere problemi di funzionamento, ovviamente l'autonomia della batteria diminuisce in proporzione).

## Capacità multimediali
Il Wiz è in grado di riprodurre filmati, audio e di visualizzare foto digitali.

### Video
- categoria video: AVI
- codec video supportati: DivX, XviD, MPEG4
- codec audio supportati: MP3, WAV
- risoluzione massima riproducibile: 640×480 pixel
- frame rate massimo supportato: 30 fotogrammi/s
- Bitrate video massimo: 2500 kbit/s
- Bitrate audio massimo: 384 kbit/s
- Formato sottotitoli supportato: SAMI (Synchronized Accessible Media Interchange)

### Audio
- codec audio supportati: MP3, Ogg Vorbis, WAV
- Output: Stereo
- risposta in frequenza: da 20 Hz a 20 kHz
- Watt di uscita: 100 mW
- Risoluzione/frequenza di campionamento: 16bit/8–48 kHz, in 8bit/22 kHz

### Foto
- Formati supportati: JPG, PNG, GIF e Bitmap

### Flash Player
- Tra i programmi preinstallati il Wiz possiede il Flash Player 8 con il supporto agli Action Script 2.0, questo gli consente di usufruire di vari software Flash presenti in rete.

## Uscita per TV NTSC/PAL
Il SoC Pollux integra nella sua logica (oltre al controller del display LCD primario) un encoder NTSC/PAL, con incorporato un DAC, per la gestione di un segnale video analogico in uscita (CVBS output: 720×480 o 720×576 pixel interlacciati, rispettivamente 60 e 50 Hz sincronismi verticali e 15 kHz sincronismi orizzontali).

## "Curiosità" tecniche
La CPU integrata nel SoC Pollux della console è molto simile a quella del Nintendo DS/DSi, infatti l'ARM926EJ (Caanoo/Wiz), dal punto di vista architetturale, differisce dall'ARM946E (NDS/NDSi) "solo" per la presenza delle istruzioni Jazelle, che permettono di eseguire in hardware i bytecode Java (fornendo una sorta di accelerazione hardware per il codice scritto in tale linguaggio).
Ovviamente a questa differenza va aggiunta la diversa velocità operativa, 533 MHz (default) per Caanoo/Wiz, 133 MHz per Nintendo DSi e 67 MHz per Nintendo DS.

## Differenze con il predecessore
Rispetto al diretto predecessore (ossia il GP2X F200, quello con joypad digitale e touchscreen) le principali differenze hardware, oltre al diverso design e alle dimensioni più ridotte, sono la presenza di un SoC più evoluto, di uno schermo OLED in luogo del "classico" LCD e di una batterie ricaricabile ai polimeri di litio invece del vano per due batterie standard di tipo AA.
Il SoC, ovvero il chip che integra quasi tutte le unità logiche del sistema, del GP2X è il MagicEyes MP2520F (MMSP2), mentre quello del Wiz è il MagicEyes VR3520F (Pollux). Senza entrare troppo nello specifico basti sapere che la CPU principale del primo è un ARM920T a 200 MHz e la CPU principale del secondo è un ARM926TEJ a 533 MHz (frequenza operativa a parte le due unità sono piuttosto simili, anche se l'ultima si può avvalere di un set di istruzione aggiunte per le funzioni DSP e per il linguaggio Java).
L'MP2520F dispone anche di un secondo processore, un ARM940T, dedicato alla gestione del comparto video (questo gli consente di avere un'unità totalmente programmabile, sebbene non specifica)... il VR3520F non ha una seconda CPU, ma dispone di una GPU (compatibile OpenGL ES 1.1), che, pur risultando meno duttile, permette prestazioni in ambito 2D e 3D più elevate.
NB: gli applicativi e giochi del GP2X non funzionano nativamente sul Wiz, tuttavia attraverso il Ginge (un "software layer" sviluppato da Notaz) molti di essi diventano "compatibili".